# Lý Thái Bảo
Lý Thái Bảo (2 tháng 9 năm 1929 – 5 tháng 5 năm 1992) là một đạo diễn điện ảnh thời kỳ đầu của nền điện ảnh cách mạng Việt Nam, nguyên Hiệu trưởng Trường Điện ảnh, Tổng thư ký Hội Điện ảnh Việt Nam. Ông được nhà nước Việt Nam trao tặng danh hiệu Nghệ sĩ ưu tú vào năm 1984 và truy tặng Giải thưởng Nhà nước về Văn học nghệ thuật vào năm 2022.

## Cuộc đời
Lý Thái Bảo sinh ngày 2 tháng 9 năm 1929 tại làng Yên Thái, quận Ba Đình, Hà Nội, trong một gia đình khá giả. Khi còn nhỏ, ông từng theo học nhà văn Nam Cao tại trường tư thục Công Thành, phố Thụy Khê. Từ trước Cách mạng Tháng Tám ông đã tham gia Thanh niên cứu quốc thành Hoàng Diệu và gia nhập Giải phóng quân từ tháng 9 năm 1945. Ngày 6 tháng 1 năm 1947, ông được kết nạp vào Đảng Cộng sản Việt Nam. Trong những năm chiến tranh Đông Dương, ông làm liên lạc viên và chính trị viên của tiểu đoàn thuộc lực lượng Phòng không, tham gia nhiều chiến dịch trong đó có Chiến dịch Điện Biên Phủ, Chiến dịch Hòa Bình.

### Bắt đầu sự nghiệp điện ảnh
Năm 1952, Lý Thải Bảo cùng 15 cán bộ quân đội khác được cử Tổng cục Chính trị cử sang phòng Điện ảnh – Nhiếp ảnh thuộc Nha Thông tin Tuyên truyền tại Việt Bắc, nghiên cứu về nghiệp vụ điện ảnh để xây dựng ngành điện ảnh quân đội. Cơ quan điện ảnh tại Đồi Cọ của chiến khu Việt Bắc lúc bấy giờ chính là nơi khai sinh của điện ảnh cách mạng Việt Nam. Trong thời gian làm việc ở khu Đồi Cọ, Lý Thái Bảo đã làm nhiều công việc liên quan đến điện ảnh, trong đó có thuyết minh phim. Ông từng được phân công thuyết minh bộ phim Anh hùng phi công Marétxép phục vụ cho hội nghị du kích chiến tranh toàn quốc.
Năm 1959, ông bắt đầu theo học lớp đạo diễn đầu tiên của Trường Điện ảnh Việt Nam. Năm 1964, cùng với đạo diễn Nguyễn Nhất Hiên, Lý Thái Bảo thực hiện tác phẩm đầu tay Trên vĩ tuyến 17 dựa trên kịch bản của Hoàng Tích Chỉ và do Lưu Xuân Thư đảm nhiệm quay phim chính. Đây là tác phẩm tốt nghiệp của cả Lý Thái Bảo và Lưu Xuân Thư ở chuyên ngành của mỗi người. Bộ phim có sự góp mặt của các diễn viên mà sau này được phong danh hiệu Nghệ sĩ nhân dân, Nghệ sĩ ưu tú như Trần Phương, Phi Nga, Huy Công, Lâm Tới. Đây là một trong những bộ phim truyện Việt Nam đầu tiên về đề tài chống Mỹ, không chỉ được đánh giá cao mà còn giành được Bông sen bạc tại Liên hoan phim Việt Nam lần đầu tiên.

### PhimNguyễn Văn Trỗi
Năm 1966, Lý Thái Bảo tiếp tục thực hiện bộ phim Nguyễn Văn Trỗi cùng đạo diễn Bùi Đình Hạc. Đây là bộ phim thứ hai về Nguyễn Văn Trỗi sau bộ phim tài liệu Anh Nguyễn Văn Trỗi sống mãi cũng của đạo diễn Bùi Đình Hạc ra mắt vào năm 1964. Trong quá trình thực hiện bộ phim điện ảnh, đoàn làm phim nhận được tác phẩm "Sống như anh" của nhà báo Thái Duy (nhà văn Trần Đình Vân) ghi chép lại theo lời của chị Phan Thị Quyên, vợ của Nguyễn Văn Trỗi; và đã hoàn thiện kịch bản theo tác phẩm này. Tính từ thời điểm Nguyễn Văn Trỗi bị chính quyền Việt Nam Cộng hòa xử bắn cũng như sự ra đời của bộ phim tài liệu nói trên đến thời điểm bộ phim điện ảnh được công chiếu thì thời gian chỉ mới 2 năm, khán giả Việt Nam vẫn còn nhớ rõ khuôn mặt của người chiến sĩ trẻ này. Vì vậy, đoàn làm phim đã bỏ rất nhiều thời gian để tìm được diễn viên phù hợp. Cuối cùng người được chọn vào vai hai nhân vật chính là hai diễn viên múa Quang Tùng và Thu Hiền.
Sau nhiều khó khăn, bộ phim với độ dài 10 cuốn, tổng cộng gần 2.600 mét phim cũng được hoàn thành trong thời gian kỷ lục, và được công chiếu tại miền Bắc Việt Nam ngay tháng 12 cùng năm. Một năm sau, bộ phim tiếp tục được công chiếu tại Liên Xô và Hungary. Mặc dù được quay và công chiếu trong bối cảnh Việt Nam vẫn còn chưa tái thống nhất và đang trong giai đoạn ác liệt của Chiến tranh Việt Nam, nhưng Nguyễn Văn Trỗi được giới phê bình điện ảnh và báo chí lúc bấy giờ đánh giá là một bộ phim thành công của điện ảnh Việt Nam. Không chỉ trở thành 1 trong 3 bộ phim đầu tiên giành được Bông sen vàng cho điện ảnh tại Liên hoan phim Việt Nam năm 1970 mà bộ phim còn nhận được bằng khen của Hội Nhà báo Liên xô tại Liên hoan phim quốc tế Moskva.

### Công tác quản lý
Sau thành công của hai bộ phim điện ảnh, Lý Thái Bảo bắt đầu chuyển sang công tác quản lý. Cũng trong năm 1966, chỉ vừa tốt nghiệp không lâu, ông quay lại Trường Điện ảnh đảm nhiệm vị trí Hiệu phó, một thời gian sau thì lên chức Hiệu trưởng. Trong giai đoạn khốc liệt của Chiến tranh Việt Nam, trường vẫn liên tục mở các lớp nghiệp vụ phục vụ cho điện ảnh cách mạng. Với vai trò người quản lý, Lý Thái Bảo không chỉ phải lo về chương trình, giáo trình, kế hoạch giảng dạy, máy móc trang thiết bị, mà ông còn phải lo cả vấn đề vì chi phí cho trường học giữa thời chiến. Năm 1973, ngay khi Hiệp định Paris vừa được ký kết không lâu, trường mở lớp diễn viên điện ảnh khóa thứ 2, đào tạo hàng loạt nghệ sĩ thực lực cho điện ảnh Việt Nam sau đó như Minh Châu, Thanh Quý, Bùi Bài Bình, Đặng Việt Bảo, Bùi Cường.
Đến năm 1974, ông được điều về Xưởng phim Tài liệu Trung ương (nay là Hãng phim Tài liệu – Khoa học Trung ương) đảm nhiệm vai trò Phó Giám đốc. Từ khi về công tác ở xưởng, ông giành phần lớn thời gian cho công tác quản lý, hỗ trợ các đồng nghiệp thực hiện nhiều bộ phim tài liệu. Bản thân ông, trong suốt khoảng thời gian làm phó giám đốc, ông chỉ tự tay thực hiện vài bộ phim tài liệu. Tháng 3 năm 1975, Lý Thái Bảo cùng các đồng nghiệp trong xưởng phim lên đường cấp tốc vào Đà Nẵng để kịp thời ghi hình thành phố những ngày đầu giải phóng. Sau chuyến đi này, ông đã cho ra đời bộ phim tài liệu phóng sự Đà Nẵng giải phóng. Một năm sau, ông trở thành Giám đốc xưởng phim. Đến năm 1980, ông lại bắt tay thực hiện bộ phim Những chặng đường cách mạng vẻ vang. Đây cũng là thời gian mà xưởng phim của ông cho ra đời hàng loạt bộ phim để lại dấu ấn như Nguyễn Ái Quốc đến với Lênin của Bùi Đình Hạc, Đường dây lên sông Đà của Lê Mạnh Thích, hay Phản bội của Trần Văn Thủy.
Năm 1981, ông về công tác tại Hội Điện ảnh Việt Nam và giữ vị trí quyền Tổng thư ký. Tháng 10 năm 1983, tại Đại hội Ban chấp hành khóa II, ông chính thức được bầu làm Tổng thư ký của Hội Điện ảnh Việt Nam, cùng 2 Phó tổng thư ký là đạo diễn Hồng Sến và nhà phê bình Phạm Ngọc Trương. Trong những năm công tác tại Hội Điện ảnh, Lý Thái Bảo còn đảm nhiệm vai trò Tổng biên tập Tạp chí Nghệ thuật điện ảnh. Năm 1984, ông là một trong những Nghệ sĩ ưu tú được phong tặng danh hiệu ngay trong đợt phong thưởng đầu tiên. Cũng trong năm này, cùng với đạo diễn Hồng Sến, ông trở thành 1 trong 2 đại diện của Hội Nghệ sĩ Điện ảnh trong Ủy ban Trung ương Liên hiệp Văn học, nghệ thuật Việt Nam nhiệm kỳ 1984 – 1989, đồng thời là đạo diễn điện ảnh duy nhất là Ủy viên của Liên hiệp các Hội Văn học nghệ thuật Việt Nam.

### Cuối đời
Ông về hưu vào năm 1989, không lâu sau khi kết thúc nhiệm kỳ Tổng thư ký Hội Điện ảnh. Ngày 5 tháng 5 năm 1992, ông qua đời đột ngột ở tuổi 63. 30 năm sau, ông được truy tặng Giải thưởng Nhà nước về Văn học nghệ thuật cho cụm tác phẩm: phim truyện Trên vĩ tuyến 17 và phim tài liệu 2 tập Những chặng đường cách mạng vẻ vang vào tháng 12 năm 2022.

## Tác phẩm

### Phim truyện
| Năm  | Phim             | Đồng đạo diễn    | Biên kịch      | Quay phim                         | Ghi chú                                             | Nguồn         |
| ---- | ---------------- | ---------------- | -------------- | --------------------------------- | --------------------------------------------------- | ------------- |
| 1965 | Trên vĩ tuyến 17 | Nguyễn Nhất Hiên | Hoàng Tích Chỉ | Lưu Xuân Thư                      |                                                     | [ 35 ] [ 36 ] |
| 1966 | Nguyễn Văn Trỗi  | Bùi Đình Hạc     | Tập thể        | - Lưu Xuân Thư - Nguyễn Xuân Chân | Dựa theo tác phẩm "Sống như anh" của Trần Đình Vân. | [ 37 ] [ 38 ] |

### Phim tài liệu
| Năm  | Phim                                | Vai trò  | Vai trò   | Quay phim                   | Ghi chú                | Nguồn         |
| Năm  | Phim                                | Đạo diễn | Biên kịch | Quay phim                   | Ghi chú                | Nguồn         |
| ---- | ----------------------------------- | -------- | --------- | --------------------------- | ---------------------- | ------------- |
| 1975 | Đà Nẵng giải phóng                  | Có       | Có        | Thu Văn, Phạm Đình Thự      |                        | [ 25 ]        |
| 1975 | Lăng Hồ Chủ Tịch                    | Không    | Có        | Ma Cường                    | Đạo diễn: Ma Cường     | [ 39 ]        |
| 1982 | Những chặng đường cách mạng vẻ vang | Có       | Có        | Lê Mạnh Thích, Đinh Văn Hóa | Tư liệu: Lý Mạnh Cương | [ 40 ] [ 41 ] |

## Giải thưởng
| Năm  | Lễ trao giải                      | Hạng mục                        | Tác phẩm                            | Kết quả       | Nguồn         |
| ---- | --------------------------------- | ------------------------------- | ----------------------------------- | ------------- | ------------- |
| 1967 | Liên hoan phim quốc tế Moskva     | Giải thưởng Hội Nhà báo Liên Xô | Nguyễn Văn Trỗi                     | Bằng khen     | [ 42 ] [ 43 ] |
| 1967 | Liên hoan phim quốc tế Moskva     | Grand Prix                      | Nguyễn Văn Trỗi                     | Đề cử         | [ 44 ]        |
| 1970 | Liên hoan phim Việt Nam lần thứ 1 | Phim truyện điện ảnh            | Nguyễn Văn Trỗi                     | Bông sen vàng | [ 45 ]        |
| 1970 | Liên hoan phim Việt Nam lần thứ 1 | Phim truyện điện ảnh            | Trên vĩ tuyến 17                    | Bông sen bạc  | [ 11 ]        |
| 1983 | Liên hoan phim Việt Nam lần thứ 6 | Phim tài liệu                   | Những chặng đường cách mạng vẻ vang | Bông sen vàng | [ 46 ]        |

## Đời tư
Lý Thái Bảo có một người con trai là Lý Thái Dũng, nguyên Phó giám đốc Hãng phim truyện Việt Nam. Anh cũng đi theo con đường điện ảnh của cha và bắt đầu với vai trò nhà quay phim. Lý Thái Dũng là người thực hiện nhiều cảnh quay trong các bộ phim nổi tiếng như Ngã ba Đồng lộc, Thung lũng hoang vắng, Những người viết huyền thoại, Chơi vơi, và từng nhận được đề cử Quay phim xuất sắc tại Giải thưởng điện ảnh châu Á. Đến nay, Lý Thái Dũng đã giành được nhiều giải thưởng cá nhân tại các kỳ Liên hoan phim Việt Nam, Giải Cánh diều và được nhà nước Việt Nam phong tặng danh hiệu Nghệ sĩ nhân dân.